# Camponotus mocquerysi
Camponotus mocquerysi é uma espécie de inseto do gênero Camponotus, pertencente à família Formicidae.